# فوهة بوندارينكو
فوهة بوندارينكو (بالإنجليزية: Bondarenko)‏ هي فوهة قمرية صدمية تقع على الجانب البعيد من القمر. وتقع شمال شرق فوهة تسيولكوفسكي الكبيرة قاتمة الأرضية، وجنوب فوهة تشافينت.
عُرفت الفوهة باسم باتسيف جي (بالإنجليزية: Patsaev G)‏ حتى عام 1991، حين تمت إعادة تسميتها بواسطة الاتحاد الفلكي الدولي. سميت الفوهة نسبة إلى فالنتين بوندارينكو (1937–1961)، رائد فضاء من الاتحاد السوفيتي توفي في حادث محاكاة تدريبية.